# Прокопий Созоагатополски
Прокопий (на гръцки: Προκόπιος, Прокопиос) е гръцки духовник, митрополит на Вселенската патриаршия.

## Биография
Роден е около 1800 година в Цариград. През януари 1834 година е избран за созоагатополски митрополит. През юни 1836 година е избран за херцеговински митрополит. През ноември 1837 година е уволнен и прогонен. През 1840 година се завръща от изгнание. През февруари 1842 година е избран за митрополит в Созопол за втори път. На 9 октомври 1849 година митрополит Прокопий Созоагатополски, единственият от архиереите на Вселенската патриаршия, който може да служи на църковнославянски, освещава българската църква „Свети Стефан“ в столицата Цариград.
На 12 март 1852 година е избран за митрополит на Босна. На 28 август 1856 година подава оставка заради конфликт със сараевската църковна община по въпроса за разширяване на църквата.
През септември 1858 година е избран за митрополит в Созопол за трети път. На 11 октомври 1865 година пристига в Цариград поради лошо здраве, на 4 декември тръгва отново за епархията си. През май 1872 година подава оставка.
През последните години от живота си е игумен на манастира „Свети Николай“ на Принцовия остров.
Умира на Принцовия остров на 9 февруари 1878 година.